# Hermann Gehri
Hermann Gehri (ur. 26 lipca 1899, zm. 25 listopada 1979) – szwajcarski zapaśnik walczący w stylu wolnym. Mistrz olimpijski z Paryża 1924 w kategorii 72 kg. Złoty medalista mistrzostw Europy w 1930  w kategorii 79 kg.
- Turniej w Paryżu 1924

Wygrał z Francuzem Gastonem Fichu, Amerykaninem Williamem Johnsonem, Finem Eino Leino i Amerykaninem Guyem Lookaboughem.